# Baisers volés
Baisers volés (Những nụ hôn bị đánh cắp) là một phim của François Truffaut thực hiện năm 1968, với sự tham gia diễn xuất của Jean-Pierre Léaud và Claude Jade.

## Cốt truyện
Antoine Doinel (Jean-Pierre Léaud): Giải ngũ từ quân đội vì chứng bất ổn tính cách, anh chàng muốn nối lại quan hệ với Christine Darbon (Claude Jade). Trong một cuộc điều tra, lĩnh trách nhiệm theo dõi người làm của một cửa hiệu bán giày, anh yêu điên cuồng vợ của ông chủ, bà Tabard. Anh ta thích tỏ tình nồng cháy từ xa, bằng cách viết thư, điều cho phép anh ta kiểm soát tình thế được tốt hơn. Và ngay cả với Christine, cuối cùng anh ta cũng tỏ tình bằng cách viết chứ không phải nói. Dù phim đầy chất khôi hài và độc đáo, sự nặng nề là không hề xa xôi (nhân vật bí ẩn mặc áo mưa theo đuổi Christine xuất hiện đi xuất hiện lại, đại diện cho một cảm giác bất an ngầm ẩn).

## Diễn viên-phân vai
- Jean-Pierre Léaud: Antoine Doinel
- Claude Jade: Christine Darbon
- Daniel Ceccaldi: Lucien Darbon, cha của Chistine
- Claire Duhamel: Madame Darbon, mẹ của Christine
- Delphine Seyrig: Fabienne Tabard
- Michael Lonsdale: Georges Tabard
- Serge Rousseau: một người lạ
- Harry Max: Monsieur Henri
- André Falcon: Monsieur Blady
- Catherine Lutz: Catherine
- Paul Pavel: Julien
- Martine Ferrière: Mme Turgan
- Marie-France Pisier: Colette Tazzi
- Jean-François Adam: Albert Tazzi
- François Darbon: Adjudant Picard
- Đạo diễn: François Truffaut
- Kịch bản: François Truffaut, Claude de Givray và Bernard Revon
- Nhạc: Antoine Duhamel
- Sản xuất: Les Films du Carosse et Artistes Associés
- Dài 87 phút